# 鵜川 (新潟県)
鵜川（うかわ）は、新潟県柏崎市を流れる河川。二級水系・鵜川水系を構成している。

## 概要

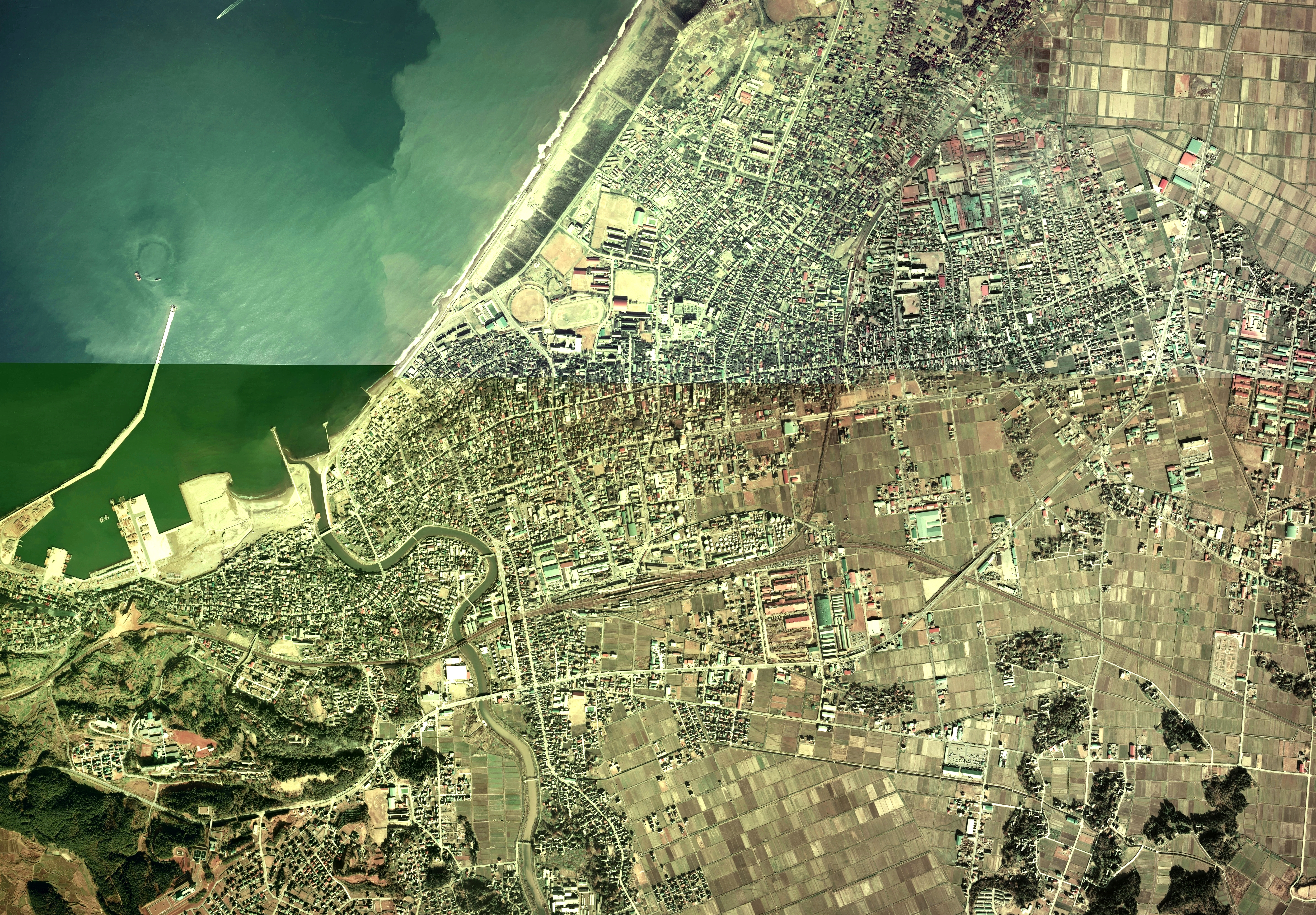
柏崎市中心部周辺の空中写真（1975年撮影、）。写真左下を流れ、海に注ぐ川が鵜川。1978年の水害を受けて、蛇行個所を直線化する工事が行われた。

柏崎市南部の尾神岳を源とし、市域を北東から北向きに流れたのち、柏崎中心部で日本海に注ぐ。

## 河川施設
- 鵜川ダム（建設中）

## 並行する交通
- 国道353号